# Janne Mattsson (journalist)
Janne Mattsson, född 10 februari 1940 i Uddevalla församling, Göteborgs och Bohus län, död 8 oktober 2003 i Högalids församling, Stockholm
, var en svensk journalist och narkotikadebattör. 
Mattsson hade eget missbruk och kriminalitet bakom sig. Han var medarbetare i Pockettidningen R och aktiv i RFHL, men ändrade uppfattning i narkotikafrågan till en mer restriktiv linje. Mattsson var en period vice ordförande i Riksförbundet Narkotikafritt Samhälle, RNS. Han har beskrivits som drivande inom RNS gällande konsumtionsförbudet av narkotika, vilket trädde i kraft 1988. Mattsson gjorde även dokumentärfilmer som Upprättelsen (om Hasselakollektivet), Morgonfixen och Jeppe är död.